# Koncz András
Koncz András (Budapest, 1953. április 12. – Budapest, 2024. március 2.) Munkácsy Mihály-díjas magyar festőművész. Koncz Zsuzsa Kossuth-díjas énekesnő öccse.

## Életpályája
1974–1980 között a Magyar Képzőművészeti Főiskola hallgatója Iván Szilárd és Blaski János tanítványaként. Ekkor a Rózsa Kör tagja volt. Az 1980-as években csatlakozott az újfestészeti irányzathoz; rendszeresen vett részt hazai és nemzetközi kiállításokon. 
1982-ben Olaszországban, 1983-ban pedig az NSZK-ban volt tanulmányúton. 1990–1991 között Kielben, 1995–1996 között Rómában, 1998-ban pedig Párizsban volt ösztöndíjas.

## Művei
- Én égek (1975)
- Rajzoljuk a világot! (1975-1976)
- Vonaleltérítés (1976)
- Önarckép (nő) (1977)
- Szabad üzenet (1977)
- A lépcsőn lejövő akt (1978)
- Megnyitó (1982)
- Hallgass meg engem! (1983)
- Diszkoszvető (1985)
- Intérieur (1985)
- Baby Face (1986)
- Csitt! (1986)
- A mester és madarai (1987)
- Nyuszi (1987)
- Kereszt a Fekete-tengernél (1989)
- Valaki közénk állt (1989)
- Küldj egy angyalt (1990)
- Miért lógatod az orrod? (1990)
- Virágozzék 1000 kubikméter (1991)
- Balett az Olajfák alatt (1991)
- A virágminta behatol a lelkekbe (1992)
- Közben művészet (1992)
- Piet Mondrian és Koncz András a tapétamintában (2001)
- Matisse egy nőről beszél (2001)

## Egyéni kiállításai
- 1982 Fiatal Művészek Klubja
- 1984 Ferencvárosi Pincetárlat
- 1985 Trieszt
- 1986 Budapesti Kongresszusi Központ; Bonyhád
- 1987 Studió Galéria; Hamburg
- 1988 Székesfehérvár; Amszterdam; Budapest, Göteborg;
- 1989 Kecskemét; Teljo; Heidelberg
- 1990 Turku; Budapest
- 1991 Vigadó Galéria
- 1992 Goethe Intézet; Várfok 14 Galéria
- 1993 Bochum
- 1994 Galéria '56; Pécs; Francia Intézet
- 1995-1996 Budapest
- 1997 Washington
- 1998 XO Galéria
- 1999 Francia Intézet, Budapest; Párizs
- 2000 Szentpétervár
- 2001 Dunaszerdahely
- 2002 Kiscelli Múzeum
- 2003 Ernst Múzeum
- 2005 Firenze; Róma

## Díjai, kitüntetései
- Stúdió-díj (1986)
- Sothebys ösztöndíj (1988-1989)
- Eötvös-ösztöndíj (1989-1990)
- Munkácsy Mihály-díj (2010)